# Trupanea multisetosa
Trupanea multisetosa är en tvåvingeart som först beskrevs av Erich Martin Hering 1936.  Trupanea multisetosa ingår i släktet Trupanea och familjen borrflugor.
Artens utbredningsområde är Peru. Inga underarter finns listade i Catalogue of Life.